# Warner (cratère)
Pour les articles homonymes, voir Warner.
Warner est un cratère lunaire situé à l'extrême Est de la face visible de la Lune au sud-ouest de la Mare Smythii. Le cratère Warner est situé au nord des cratères Lebesgue et Swasey et au sud du cratère Runge. L'intérieur du cratère a été inondé par de la lave. Des impacts de petits craterlets sont visibles à l'intérieur du cratère. Une partie du contour a disparu sous les couches de lave.
En 1979, l'Union astronomique internationale a donné le nom de Warner à ce cratère en l'honneur de l'astronome et philanthrope américain Worcester Reed Warner (en).